# Afumați (gmina)
Afumați – gmina w południowej części okręgu Ilfov w Rumunii. Obejmuje tylko jedną miejscowość Afumați. W 2011 roku liczyła 7919 osób.